# Literał
Literał – jednostka leksykalna reprezentująca ustaloną wartość (liczbową, tekstową itp.) wpisaną przez programistę bezpośrednio w danym miejscu w kod programu. Prawie wszystkie języki programowania mają odpowiednie formy zapisu dla podstawowych wartości takich jak liczby całkowite, liczby zmiennoprzecinkowe, łańcuchy znaków i zazwyczaj dla wartości typu logicznego i znakowego. Niektóre mają także formy zapisu dla elementów typu wyliczeniowego i złożonych wartości jak tablice, rekordy czy obiekty. Poza tym funkcje anonimowe są literałami dla typu funkcyjnego.
W przeciwieństwie do literałów, stałe i zmienne są identyfikatorami, które mogą przyjmować określony typ ustalonych wartości, przy czym stałe nie mogą ich zmieniać. Literały są często używane do inicjalizacji zmiennych; w poniższym przykładzie 35 jest literałem liczbowym, a łańcuch znaków „alfa” jest literałem łańcuchowym (w języku Java):
```
int
 
a1
 
=
 
35
;

String
 
lit
 
=
 
"alfa"
;

```

W analizie leksykalnej literały danego typu, zgodnie z zasadami gramatyki, mają postać „łańcuch cyfr” w przypadku literałów liczb całkowitych. Inne znów literały mogą być określonymi słowami kluczowymi jak np. true dla literału logicznego „true”.

## Przykłady
W języku PHP:
```
$x
 
=
 
5
;
 
// 5 jest literałem

$y
 
=
 
"tekst"
;
 
// "tekst" jest literałem

$z
 
=
 
time
()
 
/
 
2
;
 
// literałem jest tu tylko 2, ponieważ jest ustaloną wartością

$z
 
=
 
time
()
 
/
 
$x
;
 
// $x nie jest literałem, (posiada wartość, ale niekoniecznie musi ona być zawsze taka sama)

```

W języku C:
```
char
 
znak
 
=
 
'c'
;
 
// 'c' jest literałem

char
 
x
;

x
 
=
 
getchar
();

printf
(
"%c"
,
x
);
 
// literałem jest "%c", x jest tutaj zmienną i nie ma ustalonej wartości

```

W języku Pascal:
```
const
 
tekst
 
=
 
'ala ma kota'
;
 
// 'ala ma kota' jest literałem

```

W języku JavaScript:
```
tablica1
 
=
 
new
 
Array
(
"ala"
,
 
"ma"
,
 
"kota"
);
 
//Array to obiekt, literałami są "ala", "ma" oraz "kota"

tablica2
 
=
 
[
"ala"
,
 
"ma"
,
 
"kota"
];
 
//["ala", "ma", "kota"] to literał tablicowy który jest inicjatorem obiektu Array

```

## Literały
- literał bitowy
- literał liczbowy
- literał łańcuchowy
- literał logiczny
- literał znakowy
- literał pusty
- literał tablicowy
- literał wyliczeniowy
- literał zbiorowy
- literał zespolony